# Stahlbau (Zeitschrift)
Stahlbau ist die führende deutschsprachige Fachzeitschrift im Bereich Stahlbau, die auf Anregung von Gottwalt Schaper 1928 unter dem Titel "Der Stahlbau" begründet wurde und im Verlag Ernst & Sohn als Beilage der Zeitschrift "Die Bautechnik" erscheint. 1939 ging die Schriftleitung von August Hertwig an den Darmstädter Professor Kurt Klöppel über. Seit 1951 erscheint "Der Stahlbau" als eigenständiger Zeitschriftentitel. Klöppel leitete die Geschicke der Zeitschrift bis 1981 und entwickelte sie zu einer wissenschaftlichen Ingenieurzeitschrift mit internationaler Reputation. Auf Klöppel folgten der Berliner Stahlbauprofessor Joachim Lindner (1981–1992) und der Aachener Stahlbauprofessor Gerhard Sedlacek (1993–1995). Seit 1. Januar 1996 verfügt "Stahlbau" über eine inhouse-Redaktion mit Karl-Eugen Kurrer als Chefredakteur, der am 1. März 2018 in den Ruhestand trat und dessen Position am 1. Juli 2018 von Bernhard Hauke übernommen worden ist. Die Zeitschrift erscheint 2021 im 90. Jahrgang.
Seit dem 4. Juni 2008 ist die Zeitschrift Stahlbau im Journal Citation Report von Clarivate Analytics (vormals Thomson Reuters) gelistet, der Impact Faktor für das Jahr 2020 beträgt 0,435.